# آزادخان افغان
آزادخان سلیمانخیل غلجایی ملقب به آزادخان افغان، اهل غزنی افغانستان از شاخه سلیمانخیل طایفه غلزایی، که پس از فتح این شهر توسط نادرشاه (۱۱۵۰ق) به سپاه او پیوست و در لشکرکشی به هندوستان شرکت کرد و تا پایان کار پادشاه افشار در خدمت وی به سر می‌برد. او از ابراهیم‌شاه، برادرزاده نادر، لقب خانی دریافت کرد و پس از شکست ابراهیم‌خان از شاهرخ میرزا، فرصت را مغتنم شمرده، ارومیه را تصرف کرد و به حکومت در قسمتی از آذربایجان پرداخت و مدعی تاج و تخت ایران بود. که بالأخره اصفهان را فتح کرد و به اسم خود سکه ضرب کرد.

## حکمرانی آذربایجان

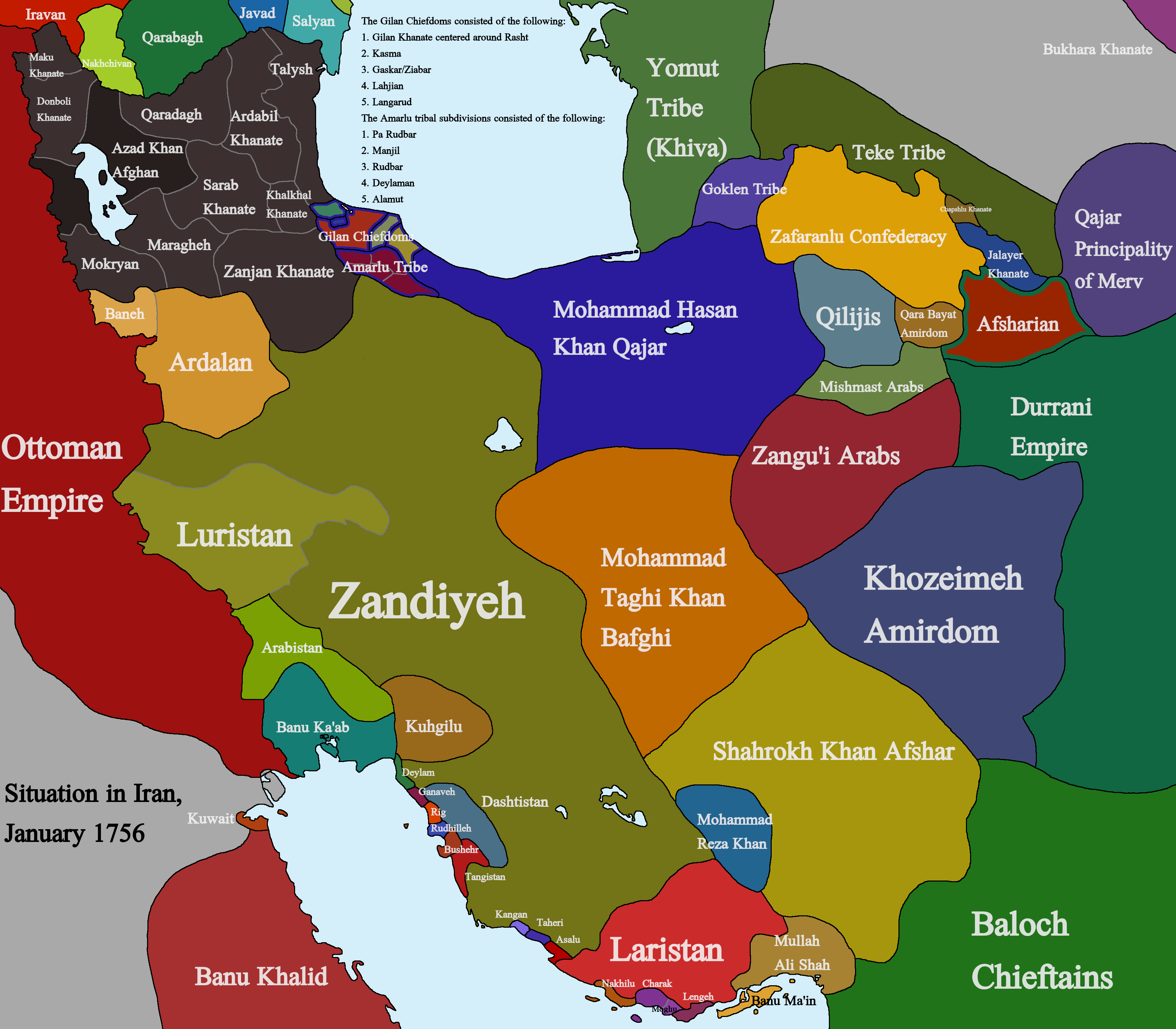
قلمرو حکومت آزادخان افغان سال ۱۷۵۶ میلادی

پس از قتل نادر به نیروهای ابراهیم‌میرزا برادرزاده نادر پیوست و از او لقب خانی گرفت، اما با شکست ابراهیم‌میرزا از نیروهای شاهرخ‌میرزا به او به همراه سواران افغان به سید محمد، تولیت آستان قدس رضوی پیوست و از طرف او به قزوین فرستاده شدند. پس از انصراف از سرحدداری غرب به فرمان خالدپاشا والی شهرزور پیوست، پس از آن به خدمت نقی‌خان قاسملو افشار درآمد. در آخر با متحد ساختن رهبران ترک و کرد محلی و سازش با اراکلی‌خان پادشاه کارتلی و کاختی، توانست کنترل تمامی نواحی میان ارومیه و اردبیل را به دست گیرد. وی بعدتر کنترل زاگرس مرکزی را نیز به دست آورد. همچنین آزادخان برای فتح گرجستان به آنجا لشکر کشید ولی شکست خورد، بنابر گفته گلستانه آزادخان از تصمیم به حمله به گرجستان صرف نظر نکرده و بار دیگر برای حمله به آنجا آماده می‌شود، و اینبار لشکری از فرقه افشار را با خود متفق ساخته و بیشتر از پیش آماده جنگ شده و عازم گرجستان می‌گردد. بالمقابل لشکر گرجیه هم به دفاع پرداخته و بعد از تلفات زیاد به هر دو طرف بالاخره شکست به جماعت گرجیه افتاده و پا به فرار می‌گذارند، آزادخان بعد ازین پیروزی خواستار ازدواج با خواهر اراکلی حکمران گرجستان می‌شود، اراکلی پیشنهار را قبول کرده خواهر خود را به زنی آزادخان در میاورد، و آزادخان بعد از پنج تا شش روز اقامت در گرجستان دوباره به آذربایجان بر می‌گردد.
بیشتر ائتلاف بختیاری‌ها با افغان‌ها بود. تا جایی که آزادخان افغان، ابدال‌خان بختیاری را به سمت حاکم محال پشت کوه منصوب می‌کند. در طی جنگهای آزاد سازی و یکپارچگی ایران توسط کریم خان زند، آزادخان به دعوت علی‌مرادخان چهارلنگ قصد تسخیر قلعه راهبردی کرمانشاه را داشت؛ اما پیش از رسیدن وی، کریم‌خان زند حاکم حقیقی غرب ایران این لشکر را شکست داد. پس از این شکسن، علیمردان‌خان همراه با بازماندگان سپاهش به سمت دربند لرستان متواری شد. آزادخان نیز پس از این شکست خواست به آذربایجان بازگردد. پس سفیری نزد کریم‌خان فرستاد و پیام داد که چون وی گناهی نکرده، و به علیمردان‌خان یاری نرسانده است، اجازهٔ بازگشت بدو داده شود. کریم‌خان با وجود موافقت محمدخان و شیخعلی خان، دو تن از سرداران بزرگ خود با درخواست آزادخان موافقت نکرد و راه را بر او بست. لذا کریم‌خان در صدد تعقیب و شکست سپاهیان افغان برآمد اما شکستی بزرگ خورد، پس از آن افغان‌ها به قلعه پری که مرکز زندیان بود یورش بردند و هفده تن از خان‌های زند و پانزده تن از زنان ایشان را که مادر کریم‌خان نیز در میانشان بود به اسارت گرفت و به سمت ارومیه برد که ایشان در راه گریختند و در بروجرد به کریم‌خان پیوستند. سرانجام کریم‌خان زند پس از جنگ‌های متعدد، توانست وی را شکست دهد. کریم خان بلافاصله پس از پیروزی بر آزادخان به شیراز رفت و شهر را به تصرف خود درآورد. هنگام تصرف شهر، شیخ علی خان با گرز خود صالح خان بیات را که حاکم شیراز بود به قتل رسانید و سلسله زندیه توسط کریم خان زند تأسیس گردید. پس از شکستهای متعدد، آزادخان سرانجام به نزد هراکلیوس (ارکلی‌خان) فرمانروای گرجستان شتافت و دو سال با احترام نزد او اقامت کرد. پس از آنکه کریم‌خان آذربایجان را گشود و قلعهٔ ارومیه را متصرف شد، نامه‌ای به آزادخان نوشت و از هراکلیوس خواست تا آزادخان را نزد او بفرستد. آزادخان چاره‌ای جز پذیرفتن نیافت. او که می‌دانست کریم‌خان مردی پاک‌نهاد و نیک‌سرشت است، در ۱۱۷۶ق/ ۱۷۶۲م تنها سوار شد و به لشکرگاه وی آمد. کریم‌خان از وی دلجویی بسیار کرد و فرمان داد که ۵۰ نفر از طایفهٔ زند همواره ملازم او باشند و او را خدمت کنند. مقری نیز برای او تعیین کرد. او در شیراز، پایتخت زندیان، با احترام فراوان زندگی می‌کرد تا اینکه دو سال بعد از مرگ کریم‌خان به بیماری خناق (دیفتری) درگذشت.

## فرزندان
| نام      | زاد روز | محل تولد | فوت    | یادداشت |
| -------- | ------- | -------- | ------ | --- |
| احمد خان |         |          | نامشخص | در سال ۱۱۹۴ قمری احمد خان پسر آزادخان افغان در حوالي کاشان درگیر جنگ با ذوالفقارخان خمسه اي بود که شکست خورده و به سوي یزد آمد و در کنف حمایت مرزا محمدعلي قرار گرفت میرزا محمدعلي وي را تحریک کرده و بر علیه محمدتقي خان برانگیخت اما قبل از انکه آن دو نفر موفق به کاري شوند محمدتقي خان آگاه شده و احمدخان را دستگیر و حبس نمود اما میرزا محمد علي موفق به فرار شد |
|          |         |          |        | |
|          |         |          |        | |